# Patrick Loste
Patrick Loste és un pintor i artista gràfic català (francès).
Loste va néixer el 20 de setembre de 1955 a Perpinyà, capital de la Catalunya Nord, i hi va anar a l'escola. Després d'acabar el batxillerat, va estudiar durant 5 anys a l'École Nationale Supérieure des Beaux-Arts de París.
Va guanyar diversos premis com a estudiant. Des d'aleshores, les seves obres s'han mostrat en nombroses exposicions col·lectives i individuals tant en galeries privades com en museus públics. Patrick Loste ha realitzat encàrrecs públics, en particular el sostre de vidre de les Dames de França a Perpinyà i la façana del Consell General del Rosselló.
Loste és conegut per les seves pintures i litografies, que representen principalment cavalls i temes mitològics.
Les seves obres s'exposen a diverses galeries de França i Europa. Participa habitualment en esdeveniments internacionals d'art i fires comercials.
Elste viu i treballa als Albères, una regió del sud de França. Sovint es va pronunciar a favor de la independència de la Catalunya Nord de França i va defensar la unificació amb els altres “països catalans” després de la seva separació d'Espanya i Itàlia.

## Col·leccions públiques (selecció)
- FRAC Languedoc-Roussillon
- Musée d’Art moderne et d’Art contemporain de Céret
- Musée des Beaux-Arts Hyacinthe Rigaud, Perpignan
- Centre régional d’Art contemporain de Montbéliard
- Hôtel de Région de Montpellier
- Ville de Perpignan
- Ministerio del Trabajo y de la Seguridad Social, Madrid